# Apollo-Raffinerie

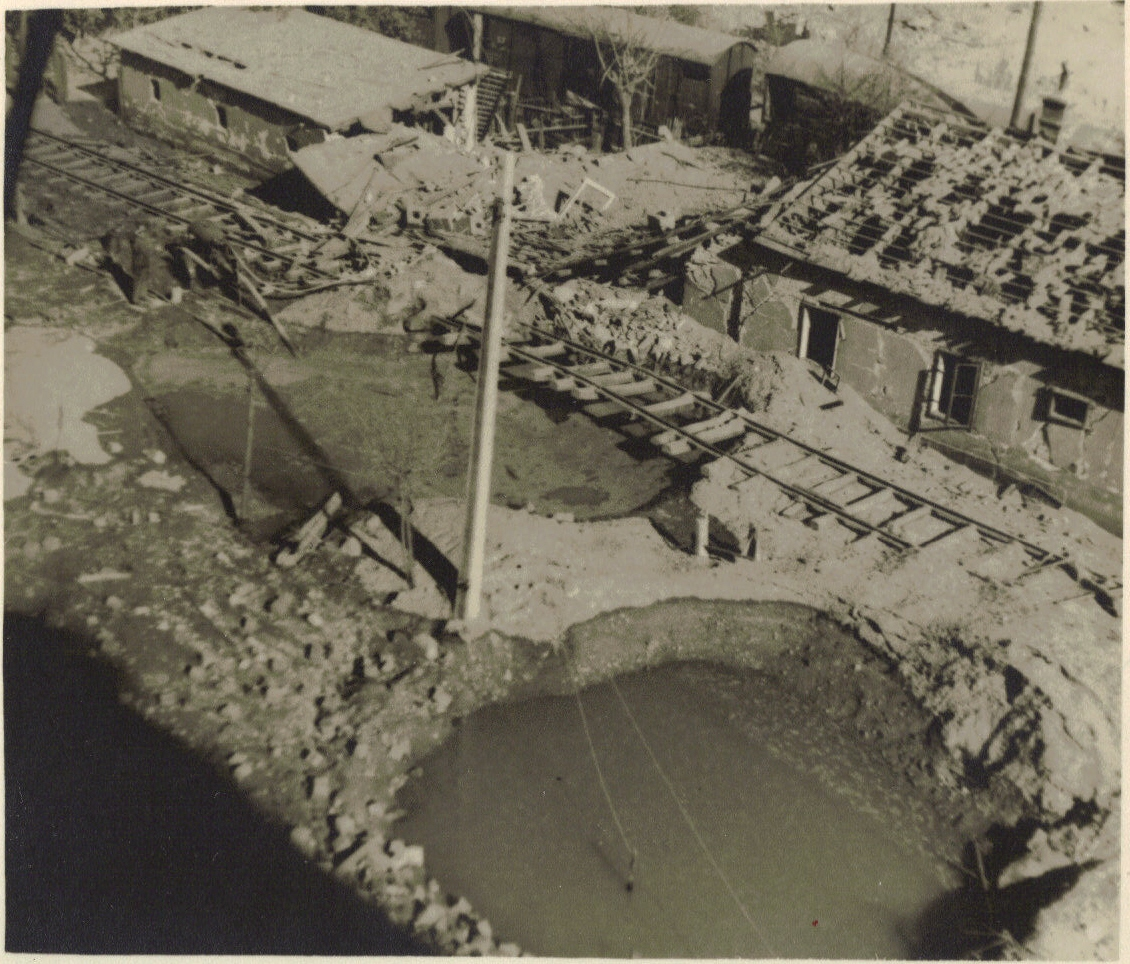
Raffinerie nach der Bombardierung 1944

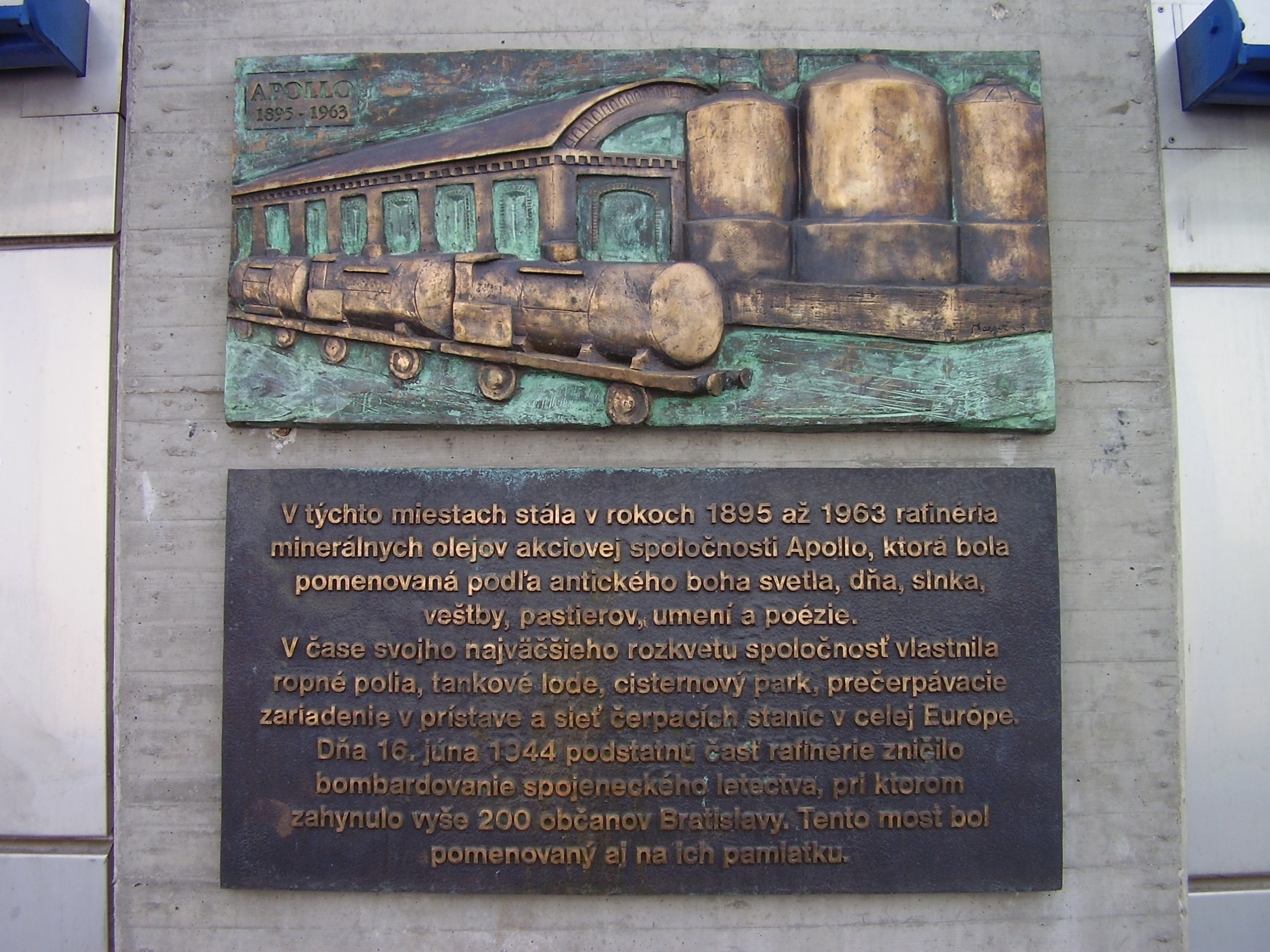
Hinweistafel an der Apollo-Brücke

Apollo war eine tschechoslowakische Erdölraffinerie in Bratislava. Das zugehörige Unternehmen wurde 1895 zu Zeiten Österreich-Ungarns als Aktiengesellschaft gegründet, gehörte ab 1918 mit der Gründung der Tschechoslowakei zur derselbigen. Im Zweiten Weltkrieg wurde die Raffinerie zerstört und danach wieder aufgebaut. 1946 erfolgte die Verstaatlichung und spätere Umbenennung des Unternehmens in Slovnaft. 1963 wurde die Raffinerie Apollo nach der Errichtung eines neuen Werks aufgegeben.

## Geschichte
Im Jahre 1895 wurde in Budapest beschlossen, in Pressburg nahe dem Mlynska záhrada („Mühlgarten“) eine Raffinerie zu errichten. Nachdem 1895 eine AG gegründet worden war, wurde die Apollo-Raffinerie ein Jahr später in Betrieb genommen.
Die Fabrik mit einer Fläche von 7,5 ha verarbeitete vor allem Erdöl aus dem russisch kontrollierten Kaukasus und aus dem Karpatenvorland (Galizien), später aus Texas, Gbely (Slowakei), Ploiești (Rumänien) und anderen Förderquellen Osteuropas.
In der Mineralölraffinerie wurde Benzin, Petroleum, Paraffin, Kerzen, Vaseline, Asphalt sowie Kunsteis hergestellt.
Vor dem Ersten Weltkrieg wurden jährlich etwa 20.000 Tonnen Erdöl verarbeitet, was jedoch zu Kriegsende hin stark abnahm und der Ausstoß 1924 nur noch 6.000 Tonnen betrug. Später kam es zur Modernisierung, wobei Anlagen zum Cracken und zur atmosphärischen Vakuumdestillation von bis zu 60.000 Tonnen pro Jahr errichtet wurden. Hauptprodukte waren Motoröle, Petrolkoks zur Elektrodenherstellung und Carborundum.
1941 wurden die Raffinationsanlagen von Kerosin, Dieselöl, Schmierölen und Wachsen verbessert. 1942 wurde die selektive Öl-Phenol-Raffination für 20.000 Tonnen pro Jahr errichtet und ein Tank für 6.000 m³ gebaut. 1943 erreichte die Apollo-Raffinerie mit 160.445 Tonnen verarbeitetem Erdöl ihre historisch größte Leistung.
Die Industrieanlage, die sich beim nördlichen Brückenkopf der heutigen Apollobrücke befand, wurde am 16. Juni 1944 von amerikanischen Bomberverbänden bombardiert und zu 80 % zerstört. Zu dieser Zeit gehörte das Unternehmen zur I.G. Farben. Die schwer beschädigte Raffinerie wurde dann am 20. September 1944 während eines weiteren Luftangriffs vollständig zerstört.
1946 wurden die Reste der Raffinerie verstaatlicht und dem volkseigenen Betrieb Slowakische Mineralölraffinerien (slow. narodní podnik Slovenské rafinérie minerálnych olejov) unterstellt, der 1949 in n.p. Slovnaft (heute Slovnaft, a.s.) umbenannt wurde. Die Raffinerie produzierte an diesem Standort noch bis 1963, danach übersiedelte sie an den neuen Standort Vlčie hrdlo („Wolfsdrüssel“) in Bratislava II.
Beim Bau der Apollo-Brücke wurden erhebliche Mengen Bodenkontaminationen entdeckt und saniert.